# Keijo Korhonen (sportif)
Pour les articles homonymes, voir Keijo Korhonen et Korhonen.
Keijo Korhonen (né le 7 octobre 1956 à Leppävirta) est un ancien sauteur à ski finlandais.

## Biographie
Il fait ses débuts internationaux au Tournoi des Quatre Tremplins 1978-1979 le 30 décembre 1978 à Oberstdorf. Il a terminé la compétition à la 60e place.
Un an plus tard, il faisait partie de l'équipe finlandaise, qui a pris la Coupe du monde de saut à ski nouvellement créée. À la première Coupe du monde, déjà, il a atteint la 4e place à Oberstdorf, le meilleur résultat de sa carrière. À la fin de la saison, s'est classé 57e au classement général de la Coupe du monde.
Aux Championnats du monde de ski nordique 1982 à Oslo, il a remporté la médaille de bronze à la compétition par équipe, avec Jari Puikkonen, Pentti Kokkonen, et Matti Nykänen derrière les équipes de Norvège et d'Autriche.
La saison 1982-1983 a été la plus réussie de sa carrière. Il a réalisé deux top 10: le 30 janvier 1983 à Engelberg, il a réussi à atteindre la 8e place et le 18 février 1983 à Vikersund où il termine également huitième. 
Il a terminé sa carrière sur cette saison qu'il a terminé à la 40e place au classement général de la Coupe du monde.

## Palmarès

### Championnats du monde
| Épreuve / Édition | Oslo 1982 |
| Par Equipes       | Bronze    |

### Coupe du monde
| Saison  | Rang | Points |
| ------- | ---- | ------ |
| 1979/80 | 56   | 15     |
| 1981/82 | 52   | 6      |
| 1982/83 | 40   | 18     |

- Meilleur classement final: 40e en 1983.
- Meilleur résultat: 4e.